# HD 159868 b
HD 159868 b ist ein Exoplanet, der den gelben Zwerg HD 159868 mit einer Umlaufperiode von rund 1200 Tagen umrundet. Seine Entdeckung geschah mit Hilfe der Radialgeschwindigkeitsmethode und wurde im Jahr 2007 von Simon O’Toole et al. publiziert. Die Mindestmasse des Objekts wird auf 2 Jupitermassen geschätzt, die große Halbachse seiner Bahn auf etwas mehr als 2 Astronomische Einheiten.